# Vittorio Francesco Stancari
Vittorio Francesco Stancari, né le 29 juillet 1678 à Bologne où il meurt le 28 mars 1709, est un mathématicien et astronome italien.

## Biographie
Né à Bologne en 1678, Stancari fut l’ami et l’élève de Gabriele et Eustachio Manfredi. Dirigé vers l’astronomie par Guglielmini il rédigea ses premières observations à dix-neuf ans, que son maître communiqua à l’Académie des sciences de Paris. Lorsque Eustachio Manfredi, à qui le comte Luigi Ferdinando Marsigli a confié la direction du nouvel observatoire qu’il venait de fonder à Bologne, fut appelé à la surintendance des eaux du Bolognèse, ce fut Stancari qui le remplaça dans ces fonctions. Reçu docteur en philosophie la même année (1704), il fut élu secrétaire perpétuel de l’académie des Inquieti, présidée alors par Jean-Baptiste Morgagni. Les jésuites l’attirèrent au collège des nobles pour instruire leurs élèves en géographie et en architecture militaire. Stancari soutenait en même temps des thèses à l’université pour obtenir la chaire de calcul infinitésimal. Après avoir partagé sa journée entre ses nombreux devoirs, il allait s’enfermer dans l’observatoire pour continuer ses observations astronomiques. Avec Eustachio Manfredi, Stancari découvrit la comète C/1707 W1 le 29 novembre 1707. Il mourut le 28 mars 1709, âgé de 30 ans.

## Œuvres
- Vittorio Francesco Stancari, Victorij Francisci Stancarij philosophiae doctoris Bononiensis et patrio archigymnasio analyticae lectoris Schedae mathematicae: post ejus obitum collectae ejusdem observationes astronomicae, Typis Jo: Petri Barbiroli sub signo Rose prope Archigymnasium, 1713 (lire en ligne)
- Vittorio Francesco Stancari, Lettera del signor Vittorio Francesco Stancari ... in cui parla della figura del seme del Gebel-indi guardata e disaminata col microscopio, dell'ovaja delle anguille, del camaleonte e suoi occhi, come le uova empiatrate poco o nulla traspirino de' fonti o pozzi osservati sulle cime de'monti, 1733 (lire en ligne)

On peut voir l'énumération de ses écrits à la fin de son éloge composé par Eustache Manfredi et imprimé avec l’ouvrage  : Vict.-Franc. Stancarii, schedæ mathematicæ, post ejus obitum collectæ, Bologne, 1713, in-4°. L’éloge seul a été inséré par Fabroni dans le cinquième volume des Vitæ Italorum. Le catalogue des ouvrages est encore plus détaillé dans Fantuzzi, Scrittori Bolognesi, t. 8, p. 46.